# 라이트닝 (소프트웨어)
라이트닝(Lightning)은 모질라 선더버드와 시몽키 인터넷 스위트에 달력과 일정관리 기능을 추가해 주는 확장기능으로, 2004년 12월 22일에 발표되었으며 현재 모질라 재단에서 개발하고 있다.
개발이 중단된 모질라 선버드와 모질라 캘린더 확장기능과는 달리 라이트닝의 목표는 모질라 선더버드와의 통합성을 강화하는 것이고, 라이트닝은 32비트와 64비트 버전의 윈도, OS X와 리눅스에서 이용할 수 있다.
라이트닝 0.9는 선더버드2를 위해 계획된 마지막 버전이었고, 캘린더는 본래 선더버드3에 완전히 통합될 예정이었으나, 그로 인한 제품의 완성도와 지원 정도에 대한 우려가 있어 계획이 변경되었다. 라이트닝 1.0b2는 선더버드 3.1, 라이트닝 1.0b5는 선더버드 5와 6, 라이트닝 1.0b7은 선더버드 7과 호환된다. 선더버드 8과 비슷한 시점에 나온 라이트닝 1.0은 2011년 11월 7일에 공개되었다. 이후, 선더버드 버전이 바뀔 때마다 호환되는 라이트닝 버전도 같이 나오고 있다.
썬 마이크로시스템즈는 마이크로소프트 오피스의 대안으로 자유 소프트웨어와 오픈 소스를 선택하여 OpenOffice.org와 라이트닝 확장기능이 설치된 선더버드를 같이 사용하는 유저들을 위해 라이트닝 프로젝트에 있어 의미있는 기여를 했다. 썬은 캘린더 뷰나 팀/협동작업 기능, 선 자바 캘린더 서버의 지원에 집중했으나 일반적인 버그 수정도 하였다.

## 버전 호환성
| 라이트닝 버전 | 선더버드 버전 | 시몽키 버전 |
| ------------- | ------------- | ----------- |
| 0.1           | 1.5           | -           |
| 0.3.1         | 1.5 - 2.0     | -           |
| 0.5           | 1.5 - 2.0     | -           |
| 0.7           | 1.5 - 2.0     | -           |
| 0.8           | 2.0           | -           |
| 0.9           | 2.0           | -           |
| 1.0b1         | 3.0           | -           |
| 1.0b2         | 3.1           | -           |
| 1.0b4         | 5.0           | 2.1 - 2.2   |
| 1.0b5         | 5.0 - 6.0     | 2.1 - 2.3   |
| 1.0b7         | 7.0           | 2.4         |
| 1.0           | 8.0           | 2.5         |
| 1.1           | 9.0           | 2.6         |
| 1.2           | 10.0          | 2.7         |
| 1.3           | 11.0          | 2.8         |
| 1.4           | 12.0          | 2.9         |
| 1.5           | 13.0          | 2.10        |
| 1.6           | 14.0          | 2.11        |
| 1.7           | 15.0          | 2.12        |
| 1.8           | 16.0          | 2.13        |
| 1.9           | 17.0          | 2.14        |
| 2.0b          | (18.0)        | 2.15        |
| 2.1b          | (19.0)        | 2.16        |
| 2.2b          | (20.0)        | 2.17        |
| 2.3b          | (21.0)        | (2.18)      |
| 2.4b          | (22.0)        | 2.19        |
| 2.5b          | (23.0)        | 2.20        |
| 2.6           | 24.0          | 2.21        |
| 2.6.1         | 24.0.1        | 2.21        |
| 2.6.2         | 24.1.0        | 2.21        |
| 2.6.3         | 24.1.1        | 2.21        |
| 2.6.4         | 24.1.1 -      | 2.21        |
| 2.7b          | (25.0)        | 2.22        |
| 2.8b          | (26.0)        | 2.23        |
| 2.9b          | (27.0)        | 2.24        |
| 3.0b          | (28.0)        | 2.25        |

## 같이 보기
- 모질라
- 모질라 선버드

## 참고
1. ↑  
“라이트닝 버전 이력”. 2014년 4월 13일에 원본 문서에서 보존된 문서. 2014년 4월 11일에 확인함.